# Лило и Стич (филм из 2025)
Лило и Стич (енгл. Lilo & Stitch) америчка је филмска комедија из 2025. Режију потписује Дин Флајшер Камп, по сценарију Криса Кеканиокаланија Брајта и Мајка ван Вејтса. Представља играни/CGI римејк Дизнијевог анимираног филма Лило и Стич (2002).
Светска премијера је приказана 17. маја 2025. у Лос Анђелесу. Добио је позитивне рецензије критичара. Премијера филма у Србији одржана је 21. маја 2025. у Дому синдиката у Београду, док је 22. маја започело приказивање у биоскопима. Добио је позитивне рецензије критичара и зарадио преко милијарду долара.

## Радња
Филм говори о пријатељству које се разило између усамљене девојчице по имену Лило и ванземаљца по имену Стич, који је створен да буде сила уништења. Њих двоје се упуштају у пустоловину са ванземаљцима, током које схватају значај породице и пријатеља.

## Улоге
| Улога            | Глумац          | Српски глас       |
| ---------------- | --------------- | ----------------- |
| Лило Пелекаи     | Маја Килоха     | Софија Антов      |
| Стич             | Крис Сандерс    | Милан Антонић     |
| Нани Пелекаи     | Сидни Агудонг   | Анђела Алавиревић |
| Џамба Џукиба     | Зак Галифанакис |                   |
| Пликли           | Били Магнусен   |                   |
| Дејвид Кавена    | Кајпо Дидој     |                   |
| Госпођа Кекоа    | Тија Карер      |                   |
| Кобра Баблс      | Кортни Б. Венс  |                   |
| Главна саветница | Хана Вадингам   |                   |
| Туту             | Ејми Хил        |                   |